# Helbeek (Hasselt)
De Helbeek is een bijrivier van de Demer.
Langs deze waterloop ontstond Hasselt, de hoofdplaats van de Belgische provincie Limburg. De oevers van de Demer, één km ten noorden van de Helbeek, waren te drassig.
De Helbeek volgt het oude stratenpatroon: via de Sint-Jozefstraat (vroeger Beekstraat) loopt ze langs de Vismarkt en de Fruitmarkt naar de Zuivelmarkt.
Het debiet van de Helbeek was te klein om de wallen en de enige molen binnen de stad (aan de huidige Molenpoort, afgebroken in 1894) van voldoende water te voorzien. Graaf Arnold IV zorgde voor een nieuwe gegraven Demer, de Nieuwe Demer die hij liet uitgraven vanaf de grens met Diepenbeek. 
De Helbeek is nu (2007) bijna over haar heel traject ingebuisd. De overheid wil de Helbeek opnieuw in het landschap integreren.